# سليمان الطراونة
سليمان داوود الطراونة (مواليد 2 فبراير 1956 في الكرك، الأردن، والوفاة 5 مايو 2021) هو روائي ومهندس وأكاديمي أردني. وهو عضو رابطة الكتّاب الأردنيين ونقابة المهندسين الأردنيين، وجمعية البيئة الأردنية، وعضو مؤسس في الملتقى الثقافي بالكرك، ورئيسه بين عامي 1992 و2001. كتب أبحاثًا أكاديمية في الهندسة المدنية، وكتب روايات وقصص ودراسات ثقافية وإنسانية.

## دراسته
أنهى دراسة الثانوية العامة في مدرسة المزار الجنوبي عام 1974، ثم درس الهندسة المدنية في جامعة ويسكنسن في الولايات المتحدة، وحصل منها على شهادة البكالوريوس عام 1980، ثم شهادة الماجستير عام 1983. حصل بعد ذلك على شهادة الدكتوراه في الهندسة المدنية بتخصص مصادر المياه والسدود من جامعة كاليفورنيا (بركلي) في الولايات المتحدة عام 1986. وقد درس الأدب العربي أيضًا، وحصل على شهادة الماجستير في الأدب العربي من الجامعة الأميركية في القاهرة عام 1990.

## مسيرته المهنية
عمل في التدريس بجامعة مؤتة بداية من عام 1986، وفي الجامعة الأردنية بين عامي 2000 و2009، ثم خبيرًا بالسدود في سلطنة عُمان، وخبير سدود واستشاري في سلطة منطقة العقبة الاقتصادية الخاصة، كما أشرف على تنفيذ العديد من المشاريع الهندسية.

## مؤلفات
- «مقامات المحال» (رواية)، 1991[6]
- «مقامات التحولات» (قصص)، 1992[7]
- «دراسة نصية في القصة القرآنية»، 1993[8]
- «البتراء الأم العذراء» (رواية)، 1994[9]
- "ابتهالات ثقافية (نصوص)، 1994[10]
- «الإعجاز العلمي في القرآن الكريم: الكون والماء»، دار الفرقان، عمّان، 2000[11]
- «مقام الأختام في زمن السلام» (قصص)، 2002[12]
- «أسفار هيكل سليمان بن داوود» (كتاب في مجلدين)، 2016[13]

## وفاته
توفي يوم 5 مايو 2021، الموافق 23 رمضان. وقد نقل يوسف العيسوي، رئيس الديوان الملكي الهاشمي، تعازي ملك الأدرن عبدالله الثاني إلى عشيرته، كما نعاه وزير الثقافة علي العايد.